# Michel Billout
Pour les articles homonymes, voir Billout.
Michel Billout, né le 19 février 1958, est un homme politique français. Membre du Parti communiste français, il est sénateur de Seine-et-Marne de 2004 à 2017 et maire de Nangis de 2002 à 2008 puis de 2012 à 2020.

## Biographie
Issu d'une famille d'ouvriers, Michel Billout exerce la profession d'instituteur. Il adhère au Parti communiste français à l'âge de 14 ans.
Conseiller municipal de Nangis depuis 1995, puis maire-adjoint, il succède au maire communiste, Claude Pasquier, en septembre 2002. Il perd son mandat aux élections municipales de 2008 au profit de Philippe Delannoy (sans étiquette). Il est réélu à l'issue des élections partielles de 2012, puis à nouveau en 2014. Il est battu aux municipales de 2020 par Nolwenn Le Bouter (Les Républicains).
Le 26 septembre 2004, Michel Billout est élu sénateur de Seine-et-Marne. Inscrit au groupe communiste, républicain et citoyen (CRC), il est nommé vice-président de la commission des Affaires européennes. Son mandat est renouvelé aux élections de 2011.
Il ne brigue pas un nouveau mandat au Sénat en 2017.
En septembre 2023, Mediapart révèle que Michel Billout est impliqué dans une controverse liée à l'emploi de Gérald Briant, employé comme son collaborateur parlementaire de 2005 à 2011, mais qui aurait selon les informations de Mediapart effectué un travail pour le PCF à la place.

## Synthèse des mandats

### Mandats locaux
- juin 1995 - septembre 2002 : conseiller municipal de Nangis
- septembre 2002 - mars 2008 :  maire de Nangis
- mars 2008 - décembre 2012 : conseiller municipal de Nangis
- 21 décembre 2012 - 3 juillet 2020 : maire de Nangis
- Depuis le 3 juillet 2020 : conseiller municipal de Nangis
- conseiller communautaire de la Brie Nangissienne

### Mandat national
- 2 octobre 2004 - 1er octobre 2017 : Sénateur de Seine-et-Marne